# Natació als Jocs Olímpics d'estiu de 1908 - 200 metres braça masculins

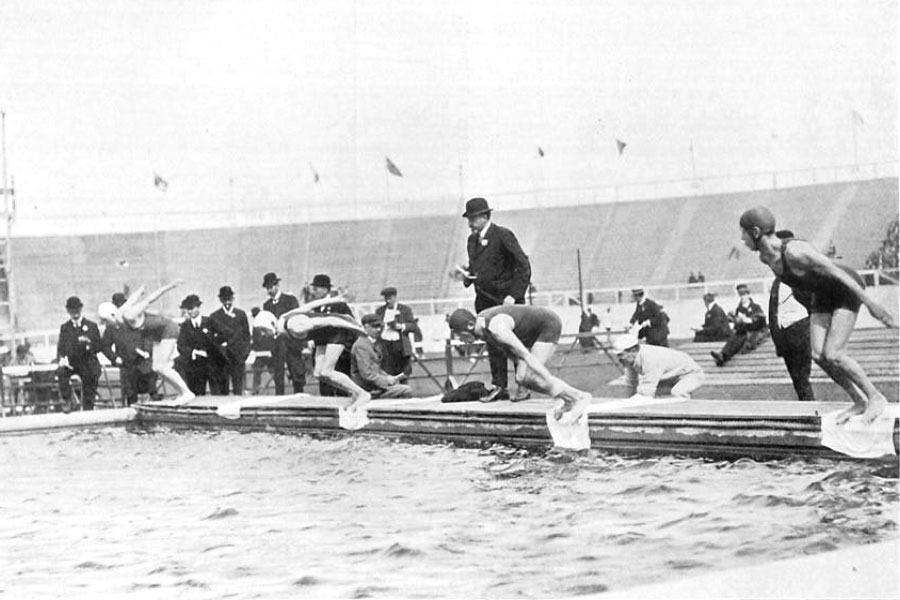
Sortida de la final dels 200 metres braça

Els 200 metres braça masculins van ser una de les sis proves de natació que es disputaren als Jocs Olímpics de Londres de 1908. Aquesta fou l'única cursa de braça dins el programa de natació. Fou la primera ocasió en què es disputava aquesta distància, després que el 1904 s'hagués disputat la prova de les 440 iardes braça. La competició es disputà del 15 al 18 de juliol de 1908, amb la participació de 27 nedadors procedents de 10 països.

## Medallistes
| Or                     | Plata                  | Bronze              |
| Frederick Holman (GBR) | William Robinson (GBR) | Pontus Hanson (DEN) |

## Resultats

### Primera ronda
El més ràpid de cada sèrie i el millor segon passaven a semifinals.

#### Sèrie 1
| Posició | Nedador          | País       | Temps      |
| ------- | ---------------- | ---------- | ---------- |
| 1       | Frederick Holman | Regne Unit | 3:10.6     |
| 2       | Richard Rösler   | Alemanya   | 3:18.0     |
| 3       | Max Gumpel       | Suècia     | Desconegut |

#### Sèrie 2
| Posició | Nedador            | País         | Temps      |
| ------- | ------------------ | ------------ | ---------- |
| 1       | Wilhelm Persson    | Suècia       | 3:17.6     |
| 2       | András Baronyi     | Hongria      | 3:18.0     |
| 3       | Augustus Goessling | Estats Units | Desconegut |
| 4-5     | Herman Cederberg   | Finlàndia    | Desconegut |
| 4-5     | Frank Naylor       | Regne Unit   | Desconegut |

#### Sèrie 3
| Posició | Nedador           | País       | Temps      |
| ------- | ----------------- | ---------- | ---------- |
| 1       | Erich Zeidel      | Alemanya   | 3:17.2     |
| 2       | Hjalmar Johansson | Suècia     | 3:21.2     |
| 3       | Arthur Davies     | Regne Unit | Desconegut |
| 4       | Pierre Strauwen   | Bèlgica    | Desconegut |

#### Sèrie 4
| Posició | Nedador          | País       | Temps      |
| ------- | ---------------- | ---------- | ---------- |
| 1       | Ödön Toldi       | Hongria    | 3:14.4     |
| 2       | Pontus Hanson    | Suècia     | 3:15.0     |
| 3       | Sydney Gooday    | Regne Unit | Desconegut |
| 4       | Amilcare Beretta | Itàlia     | Desconegut |

#### Sèrie 5
| Posició | Nedador          | País        | Temps          |
| ------- | ---------------- | ----------- | -------------- |
| 1       | William Robinson | Regne Unit  | 3:13.0         |
| 2       | Per Fjästad      | Suècia      | 3:31.4         |
| 3       | John Henrikssen  | Finlàndia   | Desconegut     |
| —       | Edward Cooke     | Australàsia | Did not finish |

#### Sèrie 6
| Posició | Nedador          | País      | Temps          |
| ------- | ---------------- | --------- | -------------- |
| 1       | József Fabinyi   | Hongria   | 3:23.4         |
| 2       | Torsten Kumfeldt | Suècia    | 3:24.6         |
| 3       | Harald Klem      | Dinamarca | Desconegut     |
| —       | Hugo Jonsson     | Finlàndia | Did not finish |

#### Sèrie 7
| Posició | Nedador          | País       | Temps      |
| ------- | ---------------- | ---------- | ---------- |
| 1       | Félicien Courbet | Bèlgica    | 3:16.4     |
| 2       | Percy Courtman   | Regne Unit | 3:18.4     |
| 3       | Adolf Andersson  | Suècia     | Desconegut |

### Semifinals
Els dos nedadors més ràpids passen a la final.

#### Semifinal 1
| Posició | Nedador          | País       | Temps      |
| ------- | ---------------- | ---------- | ---------- |
| 1       | Frederick Holman | Regne Unit | 3:10.0     |
| 2       | Ödön Toldi       | Hongria    | 3:16.4     |
| 3       | Erich Zeidel     | Alemanya   | Desconegut |
| 4       | József Fabinyi   | Hongria    | Desconegut |

#### Semifinal 2
| Posició | Nedador          | País       | Temps      |
| ------- | ---------------- | ---------- | ---------- |
| 1       | William Robinson | Regne Unit | 3:11.8     |
| 2       | Pontus Hanson    | Suècia     | 3:13.0     |
| 3       | Wilhelm Persson  | Suècia     | Desconegut |
| 4       | Félicien Courbet | Bèlgica    | Desconegut |

### Final
| Posició | Nedador          | País       | Temps  |
| ------- | ---------------- | ---------- | ------ |
| 1       | Frederick Holman | Regne Unit | 3:09.2 |
| 2       | William Robinson | Regne Unit | 3:12.8 |
| 3       | Pontus Hanson    | Suècia     | 3:14.6 |
| 4       | Ödön Toldi       | Hongria    | 3:15.2 |